# The Hound of the Baskervilles
The Hound of the Baskervilles — рок-опера, созданная британскими музыкантами Клайвом Ноланом и Оливером Уэйкманом по мотивам произведения Артура Конана Дойла «Собака Баскервилей». Диск вышел в 2002 году.

## Над диском работали
Авторы:
- Клайв Нолан[англ.] (англ. Clive Nolan) — клавишные
- Оливер Уэйкман (англ. Oliver Wakeman) — клавишные

Озвучивали персонажей:
- Роберт Пауэлл (англ. Robert Powell) — вокал (доктор Ватсон, англ. Dr. John Watson)
- Эшли Холт (англ. Ashley Holt) — вокал (доктор Джеймс Мортимер, англ. Dr. James Mortimer)
- Боб Кэтли (англ. Bob Catley) — вокал (сэр Генри Баскервиль,англ. Sir Henry Baskerville)
- Трэйси Хитчингс (англ. Tracy Hitchings) — вокал (мисс Бэрил Стэплтон, англ. Miss Beryl Stapleton)
- Пол, Элиссон (англ. Paul Allison) — вокал (мистер Стэплтон, натуралист, англ. Stapleton the Naturalist)
- Мишель Янг (англ. Michelle Young) — вокал (миссис Лора Лайонс, англ. Laura Lyons)
- Ян Гоулд (англ. Ian «Moon» Gould) — вокал (Селден, каторжник, англ. Seldon the Convict)

Музыканты:
- Арьен Люкассен (англ. Arjen Lucassen) — гитара
- Карл Грум (англ. Karl Groom) — гитара
- Питер Бэнкс (англ. Peter Banks) — гитара
- Пит Джи (англ. Pete Gee) — бас-гитара
- Джон Джовитт (англ. John Jowitt) — бас-гитара
- Джо Гринланд (англ. Jo Greenland) — скрипка
- Ева Альберинг (англ. Eva Albering) — флейта
- Тони Фернандес (англ. Tony Fernandez) — ударные

## Список композиций
1. Overture — 5:57
2. The Curse of the Baskervilles — 6:14
3. Three Broken Threads — 4:37
4. Shadows of Fate — 7:01
5. At Home in the Mire — 4:52
6. Run for your Life — 4:52
7. Picture of a Lady — 3:41
8. The Argument — 4:48
9. Second Light — 2:00
10. Seldon — 4:57
11. Death on the Moor — 6:13
12. By Your Side — 3:32
13. Waiting — 5:29
14. Chasing the Hound — 4:34